# Боґуславиці (Каліський повіт)
Боґуславиці (пол. Bogusławice) — село в Польщі, у гміні Мицелін Каліського повіту Великопольського воєводства.
Населення — 280 осіб (2011).
У 1975-1998 роках село належало до Каліського воєводства.

## Демографія
Демографічна структура станом на 31 березня 2011 року:
|          | Загалом | Допрацездатний вік | Працездатний вік | Постпрацездатний вік |
| -------- | ------- | ------------------ | ---------------- | -------------------- |
| Чоловіки | 139     | 34                 | 96               | 9                    |
| Жінки    | 141     | 26                 | 86               | 29                   |
| Разом    | 280     | 60                 | 182              | 38                   |